# Innico di Guevara

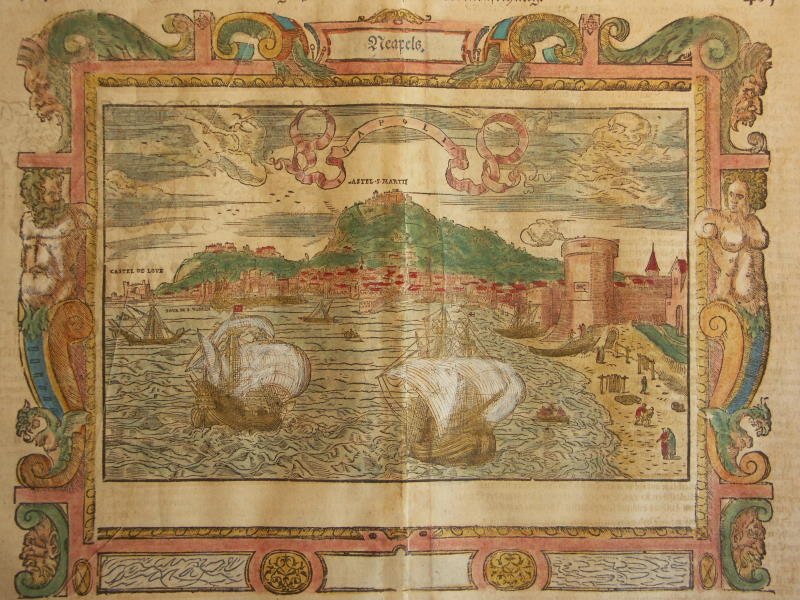
Nápoles, lugar de residencia principal de Innico, en 1600

Innico di Guevara (o Ínigo de Guevara) (-Nápoles, 28 de abril de 1623), II duque de Bovino fue un noble napolitano, que después entró en la Compañía de Jesús.

## Biografía
Fue uno de los vástagos del matrimonio formado por Giovanni di Guevara, I duque de Bovino y su esposa Isabella Fraginpani della Tolfa. Por parte paterna pertenecía a una familia de la nobleza napolitana, descendiente de Pedro Vélez de Guevara, castellano asentado en Nápoles en el siglo XV. Por parte de su madre, pertenecía a una ilustre familia romana.
Tuvo otra hermana Beatrice, casada con Tommaso III Filomarino, príncipe de la Roca.
Fue senescal del reino de Nápoles, 
El 20 de octubre de 1583, contrajo matrimonio con la noble napolitana, Porzia Carafa. Porzia era hija de Antonio Carafa, I duque de Andria (1541-1565); y su esposa, Andreana Carafa. Del matrimonio de Innico con Porzia nacería, al menos, un hijo, Giovanni (-1631). Giovanni contraería matrimonio en 1605 con Giulia Buoncompagni, de la que tuvo descendencia. 
Innico tuvo una gran cercanía con la Compañía de Jesús, especialmente por vía de su familia materna. Así, su tía abuela, Vittoria Frangipani della Tolfa, fue una de sus primeras protectoras en Roma.Hacia mediados de la década de 1580, ya casado, hizo voto de entrar en la Compañía en caso de quedarse viudo. Tuvo como director espiritual y amigo personal al padre jesuita Vincenzo Maggio. En 1600 quedó viudo y, en consecuencia, libre de ingresar en la Compañía de Jesús. Sin embargo, su ingreso causó numerosos rechazos debido a la alta posición de Innico, entre estos se encontraba el del virrey de Nápoles, Pedro Fernández de Castro, VII conde de Lemos. Tras las intervenciones en años sucesivos del papa, Felipe III de España; el general de los jesuitas, Claudio Acquaviva; Íñigo ingresaría en la Compañía el 7 de abril de 1608.
Murió el 28 de abril de 1623 en Nápoles.